# Windows Server 2022
Windows Server 2022 — передостання серверна операційна система від Microsoft. Була випущена 18 серпня 2021 року, майже 3 роки після попередньої версії Windows Server, Windows Server 2019. Його замінила Windows Server 2025 1 листопада 2024 року. 

## Можливості
З'явилася розширена багаторівнева система безпеки. Стало більше можливостей для роботи з Microsoft Azure та взагалі хмарними сервісами . Містить удосконалення в роботі з контейнерами , .NET, ASP.NET та IIS .